# غلوريا تالبوت
غلوريا تالبوت (بالإنجليزية: Gloria Talbott)‏ هي ممثلة أمريكية، ولدت في 7 فبراير 1931 في غلينديل في الولايات المتحدة، وتوفيت بنفس المكان في 19 سبتمبر 2000 بسبب قصور كلوي.

## أعمال

### أفلام
- شجرة تنمو في بروكلين
- نحن لسنا ملائكة

## وصلات خارجية
- غلوريا تالبوت على موقع IMDb (الإنجليزية)
- غلوريا تالبوت على موقع ألو سيني (الفرنسية)
- غلوريا تالبوت على موقع تيرنر كلاسيك موفيز (الإنجليزية)
- غلوريا تالبوت على موقع أول موفي (الإنجليزية)
- غلوريا تالبوت على موقع قاعدة بيانات الأفلام السويدية (السويدية)
- غلوريا تالبوت على موقع إن إن دي بي (الإنجليزية)
- غلوريا تالبوت على موقع قاعدة بيانات الفيلم (الإنجليزية)
- غلوريا تالبوت على موقع كينوبويسك (الروسية)